# Grote bodemkrabspin
De grote bodemkrabspin (Ozyptila atomaria) is een spin uit de familie krabspinnen (Thomisidae).
Het vrouwtje wordt 4 tot 6 mm groot, het mannetje wordt 3 tot 4 mm. De grondkleur is lichtgeel tot roodachtig geel. Het kopborststuk is donkerbruin gekleurd met een lichtere middenband. Het achterlijf is lichtbeige gekleurd met talloze zwarte stippen. De poten zijn geelachtig gekleurd zonder tekeningen. Er bestaan ook varianten die lichter of donkerder gekleurd zijn. Deze spin leeft in grassen, bladafval en mos. Nachts leeft de spin in hogere vegetatie. De soort leeft wijdverspreid in het Palearctisch gebied.